# ماتهارا
ماتهارا (به لاتین: Metehara) یک شهرک در اتیوپی است که در منطقه اورومیا واقع شده‌است. ماتهارا ۲۱٬۳۴۸ نفر جمعیت دارد و ۹۴۷ متر بالاتر از سطح دریا واقع شده‌است.